# 공중정원 (1997년 영화)
공중 정원(The Hanging Garden)은 캐나다에서 제작된 톰 피츠제럴드 감독의 1997년 영화이다. 피터 맥닐 등이 주연으로 출연하였고 톰 피츠제럴드 등이 제작에 참여하였다.

## 출연

### 주연
- 피터 맥닐

### 조연
- 케리 폭스
- 헤더 랜킨
- 조앤 오렌스타인
- 애슐리 맥아이작
- 사라 폴리
- 마샤 어빙
- Tom Chambers

## 제작진
- Ass-PD: Mark Hammond
- Line PD: Gilles Belanger
- 미술: 타보 슈더
- 의상: 제임스 A. 워든
- 배역: Marsha Chesley